# 奇斯特科洛佳濟
50°49′36″N 32°3′20″E / 50.82667°N 32.05556°E
奇斯特科洛佳濟（羅馬化：Chystyi Kolodiaz）是烏克蘭北部切爾尼希夫州尼任區的村莊。該村始建於1624年，面積1.1平方公里，海拔高度127米，2001年人口251，人口密度每平方公里229人。